# Нок-тен (тайфун)
Тайфун «Нок-тен» (англ. Typhoon Nock-ten)  известный на Филиппинах как Тайфун Нина (англ. Typhoon Nina) — мощный тропический циклон в конце сезона 2016 года. Формирование тропической депрессии произошло на юго-восток от островов Яп. Тайфун Нина окреп 21 декабря в двадцать шестой тропический шторм ежегодного сезона тайфунов. Нок-тен активизировался в тайфун 23 декабря. Вскоре после этого, интенсифицировался и стал 5-й категории — эквивалентно супертайфуну. Максимальная устойчивая скорость ветра внутри тайфуна достигала 260 километров в час.
Супертайфун может зацепить густонаселенные районы страны, а также столицу Филиппин Манилу. 100 тыс. человек эвакуированы из осаждаемых регионов.
Сообщается о жертвах тайфуна.